# Cartoon KAT-TUN
Cartoon KAT-TUN (カートゥン KAT-TUN o Kātūn Katūn) es un programa de la televisión japonesa presentado por KAT-TUN, un grupo musical masculino japonés creado por la empresa Johnny Entertainment. El programa empezó a emitirse el 4 de abril de 2007 y finalizó el 24 de marzo de 2010, con un total de 152 episodios. Se emitía todos los miércoles de 23:55 a 00:26 (horario japonés) en la NTV (Nippon Television). Cada uno de los tres años de emisión se corresponde con una "temporada" en la que el programa cambia de formato y de contenidos. 

## Primera Temporada
En el primer año de emisión los presentadores, KAT-TUN, llevaron a cabo diferentes secciones con invitados.

### 100Q
Esta es la principal sección del programa durante casi toda la temporada. En ella, KAT-TUN recibe a uno o varios invitados a los que se les ha realizado un cuestionario con 100 preguntas más o menos personales. Las respuestas a las preguntas van apareciendo delante de los presentadores e invitados durante el programa. Cuando a alguien le interesa profundizar en alguna respuesta, simplemente debe levantarse y "tocar" la pregunta para detenerla y que el invitado pueda concretar más. En la página oficial del programa, están disponibles todas las respuestas de cada invitado a los 100Q. 

### Mini-Escenario
En esta sección KAT-TUN actúa presentando sus nuevos singles en una actuación en directo.

### DAT-TUN 5
El DAT-TUN 5 es un juego de dardos (del inglés Darts) en el que KAT-TUN juega contra su intivado. El tablero no es una diana convencional, sino que es un panel dividido en cuadrícula de 5 x 5 casillas numeradas del 1 al 5 y de la A a la E. Cuando un jugador golpea una de las casillas, ésta se ilumina con el color de su equipo (rojo o azul). El objetivo final del juego es conseguir una línea iluminada de 5 casillas (en cualquier dirección). El primer equipo que lo logre, gana. Si es el invitado, recibe de KAT-TUN el dardo dorado honorífico, y si es KAT-TUN, en ocasiones el invitado tiene una sorpresa para ellos. Ahora bien, si KAT-TUN pierde durante 5 programas consecutivos, deberán participar en un juego especial que les servirá de castigo. 

### Mitad y Mitad
En esta sección, los invitados deberán realizarle a KAT-TUN una serie de preguntas de SÍ o NO. Si todos los integrantes del grupo contestan lo mismo, ganan, pero si por el contrario la banda tiene diferentes opiniones y se divide en dos grupos, el invitado recibe un delicioso regalo. Normalmente, el invitado tiene 3 opciones, pero por norma general, los miembros de KAT-TUN no se ponen de acuerdo. 

### Smile Athlete
Esta es la sección ideada para que KAT-TUN cumpla su castigo cuando pierde 5 veces consecutivas en el DAT-TUN 5. Lo que deben hacer es realizar una serie de pruebas de atletismo (como levantamieto de peso, limbo, etc.) manteniendo la sonrisa. Si alguno de ellos no lo consigue, será castigado por el Dios de las Cosquillas. Si alguno de ellos merece castigo, el exluchador Kensuke Sasaki lo coge y, a la fuerza, lo lleva a la pared de las torturas. En ésta, se ata al merecedor del castigo y, de la misma aparecen múltiples manos que torturan haciendo cosquillas sin piedad al pobre miembro de KAT-TUN

### Intercambio peligroso de Regalos
En esta sección, KAT-TUN y sus invitados fingen hacer contrabando ilegal (aunque se trata de un intercambio de regalos). Se los reparten diciendo contraseñas secretas y generalmente se trata de objetos hechos a mano por KAT-TUN o sus invitados.

### ♥ Disco
♥ Disco es la parte del programa en la que se invita a varios artistas a hablar sobre sus canciones favoritas. Les hacen preguntas del tipo "¿Hay alguna canción que os haya llegado al corazón?" o "¿Qué artista es el que más te ha influido?"

## Segunda Temporada

### ¿Qué es el amor?
El formato del programa cambia completamente en junio de 2008. Se pasa al formato utilizado en el especial de los seis meses del Cartoon KAT-TUN en el que a cada integrante de KAT-TUN se le asignaba la tarea de encontrar lo que para ellos es el verdadero significado del amor. KAT-TUN parece estar viviendo en el un búnker o sótano donde tienen a sus invitados. En esta temporada, cada uno de los miembros se entrevistará con un invitado. Muchas de las conversaciones girarán alrededor del amor y las relaciones. En algunos de los episodios de esta temporada, también podremos ver a KAT-TUN yéndose de excursión para realizar actividades diferentes con sus invitados.
- Datos: Q3274254